# Fort Chipewyan
Fort Chipewyan ist die älteste europäische Siedlung in der kanadischen Provinz Alberta. Die Siedlung hat heute den Status eines Weilers  (englisch Hamlet) und wurde im Jahr 1788 von der North West Company als Handelsposten gegründet. Die Siedlung wurde nach dem Volk der Chipewyan benannt, die in dieser Region lebten. Das Fort liegt an der Nordwestspitze des Athabascasees und grenzt an den Wood-Buffalo-Nationalpark.
Wegen seiner Bedeutung im Pelzhandel sowie als Ausgangspunkt von zwei wichtigen Entdeckungsreisen von Alexander MacKenzie (die selber als „Explorations of Sir Alexander Mackenzie“ zu einem „nationalen historischen Ereignis“ erklärt wurden) wurde der Ort an dem das Fort stand am 16. Mai 1930 von der kanadischen Regierung, unter dem Namen Fort Chipewyan National Historic Site of Canada, zur nationalen historischen Stätte erklärt.
Fort Chipewyan hat etwa 900 Einwohner, die in erster Linie vom Tourismus leben, vor allem in den Sommermonaten. Es gibt keine dauerhaft befestigten Straßen zum Ort, nur im Winter ist es von Fort Smith aus auf einer Winterstraße zu erreichen. Im Sommer ist er per Schiff von Fort McMurray aus zu erreichen, etwa 280 km bis zum südlichen Athabasca River. Wichtigstes Transportmittel das ganze Jahr über ist das Flugzeug, die Stadt wird von Edmonton und Fort McMurray aus bedient.
Zu Beginn des 21. Jahrhunderts wurde unter den Bewohnern eine ungewöhnlich hohe Anzahl von Krebs- und Immunschwächekrankheiten festgestellt, die von der einheimischen Bevölkerung mit der Umweltverschmutzung durch den Abbau von Ölsand 230 km stromaufwärts am Athabasca in Verbindung gebracht wird. Im Mai 2006 leitete die kanadische Gesundheitsbehörde eine Untersuchung ein, die noch nicht abgeschlossen ist (Stand: Juni 2006).